# Portrait d'un jeune Vénitien
Le Portrait d'un jeune Vénitien est une peinture à l'huile sur panneau de bois (47 × 35 cm) du peintre allemand de la Renaissance Albrecht Dürer, signée et datée de 1506. Elle est conservée au Palazzo Rosso, un des musées de la Strada Nuova à Gênes. La signature se lit au-dessus : « Albrecht Dürer Germanus faciebat post Virginis partum 1506 » (c'est-à-dire en l'an de grâce 1506).

## Histoire
L'œuvre remonte au deuxième séjour de Dürer à Venise et dépeint probablement un jeune vénitien aisé, malgré l'incertitude de l'identité de la personne représentée. Au XVIe siècle, le tableau faisait partie de la collection Vendramin et en 1670, il fut acheté par Giuseppe Maria Durazzo. Sa fille Maria l'a ensuite apportée en dot au Palazzo Rosso de Gênes, en épousant Giovan Francesco Brignole-Sale.

## Description et style
L'œuvre n'est pas dans des conditions optimales, en raison d'une restauration maladroite au XIXe siècle. L'homme est représenté à mi-corps, la tête de trois-quarts à gauche, tournée vers le spectateur avec un regard fixe et intense. Le fond est uniforme, dans des tons verts, comme on le retrouve dans de nombreuses autres œuvres de l'artiste. Il porte un manteau noir, de la même couleur que le bonnet à larges bords tournés, et une tunique marron dont on aperçoit une chemise blanche au col. Il a de longs cheveux flottants sur les côtés du visage, des yeux clairs, un nez droit, un visage bien ovale et un soupçon de barbe et de moustache.
Certains (comme Suster) voient l'influence de Giorgione dans les teintes chaudes du visage, avec des nuances faites de rouges et de bruns, qui renvoient à la leçon de tonalisme vénitien.